# Album al numero uno nella Billboard 200 nel 2024

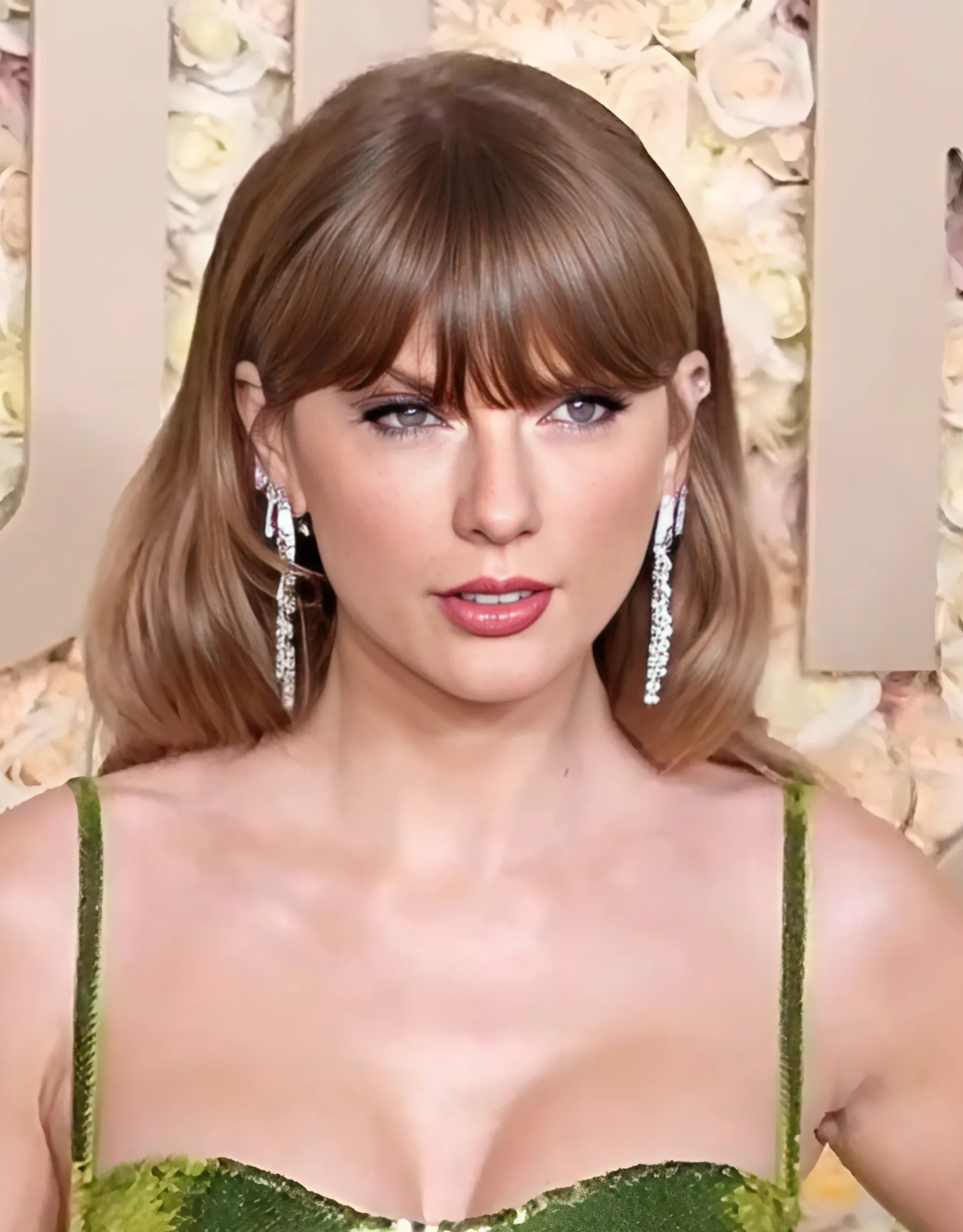
Taylor Swift è rimasta in vetta per il maggior numero di settimane nel 2024, accumulando 19 settimane alla vetta della classifica grazie a 1989 (Taylor's Version) (2 settimane nel 2024 e 4 nel 2023) e The Tortured Poets Department (17 settimane).

Di seguito è proposta la lista degli album al numero uno nella Billboard 200 nel 2024. La Billboard 200 è una classifica musicale che considera gli album e gli EP più di successo negli Stati Uniti. I dati vengono raccolti dalla compagnia Luminate Data e, in seguito, la classifica finale viene pubblicata settimanalmente dalla rivista Billboard. La classifica si basa sulle unità equivalenti ad album, che includono le vendite fisiche, le vendite digitali e lo streaming sulle piattaforme online. Ogni unità equivale a un album venduto, oppure a 10 vendite di tracce provenienti da un album, così come 3.750 on-demand sponsorizzati o 1.250 streaming pagati di tracce o video di canzoni di un album. 

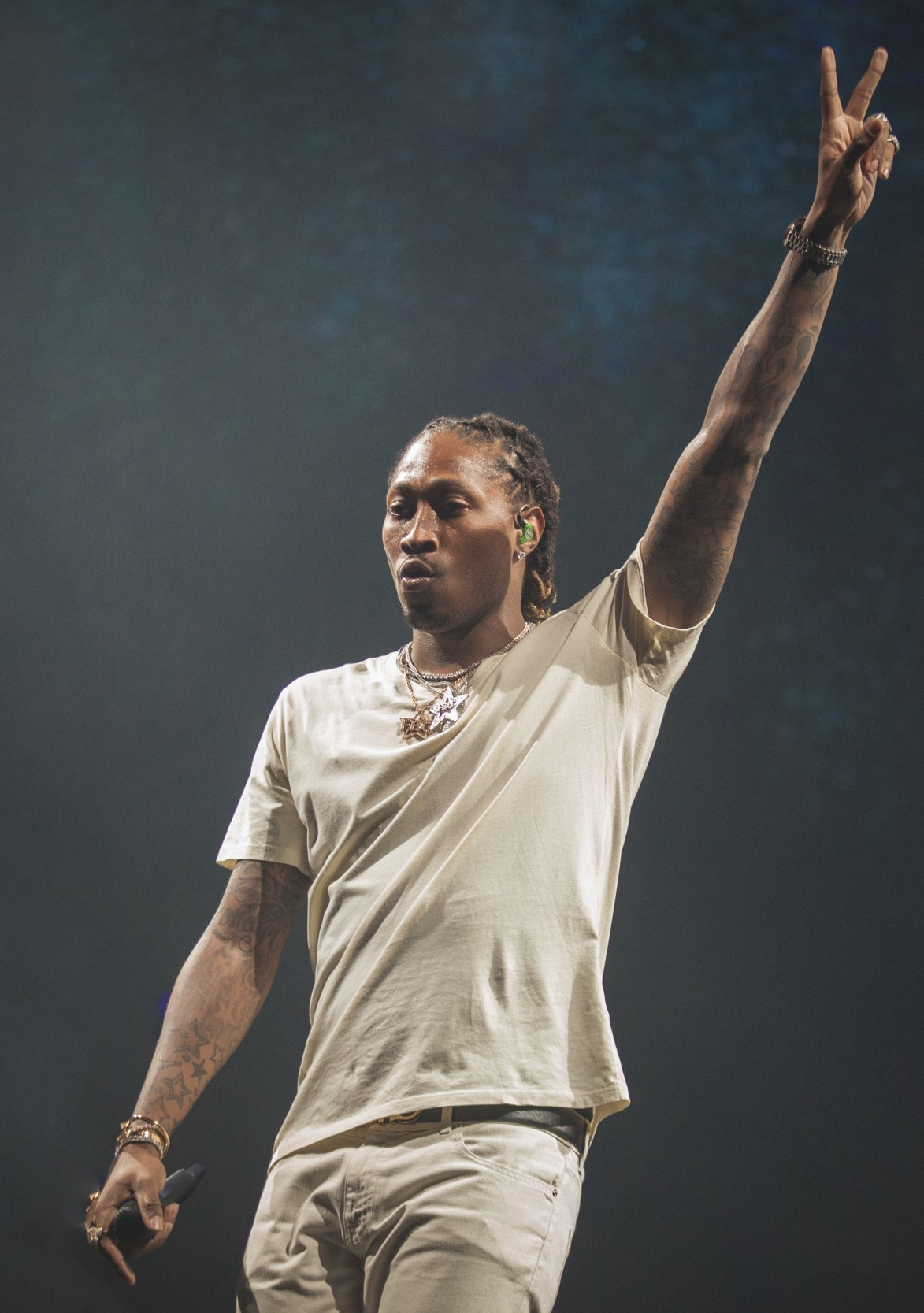
Il rapper statunitense Future ha ottenuto tre album numero uno nel 2024, stabilendo il record per il maggior numero di album numero uno ottenuti in un anno solare.

Durante il 2024 sono stati 23 gli album che hanno raggiunto la prima posizione della Billboard 200, quattro dei quali hanno regnato per più di una settimana. I quattro album in questione sono The Tortured Poets Department di Taylor Swift, rimasto 17 settimane non consecutive alla vetta della classifica, Short n' Sweet di Sabrina Carpenter, quattro settimane alla prima posizione, e One Thing at a Time e Chromakopia, rispettivamente di Morgan Wallen e Tyler, the Creator, entrambi rimasti due settimane all'apice. 
Future e Metro Boomin sono gli unici artisti ad avere avuto più di un album numero uno nel 2024, grazie ai loro due album collaborativi We Don't Trust You e We Still Don't Trust You. Inoltre, Future è diventato il primo rapper e artista in generale a ottenere tre album numero uno in un solo anno nella storia della classifica, grazie al suo mixtape intitolato Mixtape Pluto che ha raggiunto la prima posizione nell'ottobre 2024.
The Tortured Poets Department, l'undicesimo album in studio della cantante statunitense Taylor Swift, ha infranto diversi record dalla sua pubblicazione. Tra i tanti, l'album è diventato il primo di un'artista femminile a rimanera in vetta alla classifica per le sue prime 12 settimane. Inoltre, l'album ha esteso il record della Swift diventando il settimo progetto discografico a ottenere più di un milione di unità equivalenti nella prima settimana di disponibilità, debuttando con 2 610 000 unità accumulate e diventando, grazie a 1 914 000 di copie fisiche vendute nella prima settimana, il terzo album più venduto di sempre nella prima settimana di vendita negli Stati Uniti.

## Billboard 200

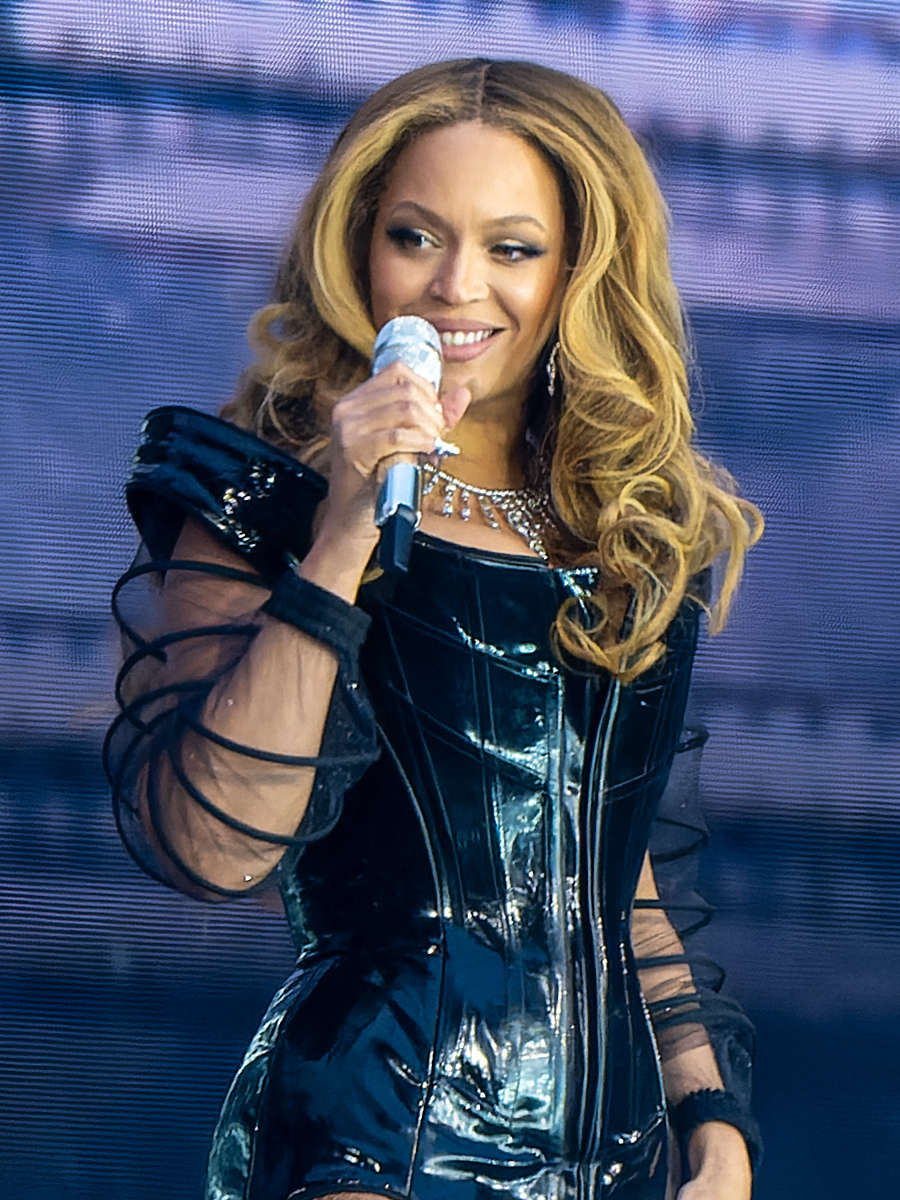
La cantante statunitense Beyoncé, grazie al suo album Cowboy Carter, ha ottenuto l'ottava numero uno consecutiva nella Billboard 200, consentendo inoltre una rilettura culturale delle origini afroamericane del genere country.

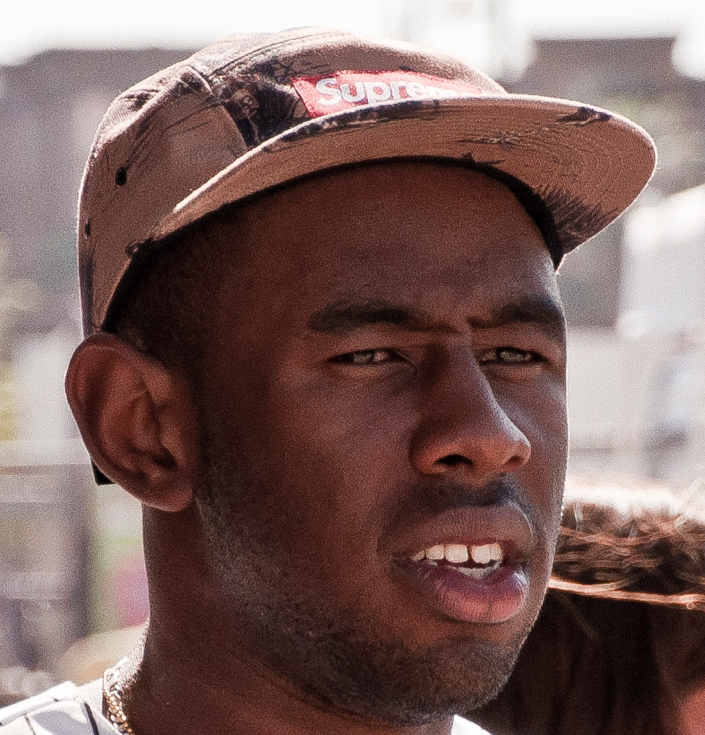
Il rapper americano Tyler, the Creator ha totalizzato tre settimane in vetta alla classifica con il suo album Chromakopia.

| † | Indica l'album con le migliori prestazioni del 2024. |

| Data         | Album                                   | Artista               | Tot. sett. #1 | Unità     | Fonti  |
| ------------ | --------------------------------------- | --------------------- | ------------- | --------- | ------ |
| 6 gennaio    | 1989 (Taylor's Version)                 | Taylor Swift          | 6             | 98.000    | [ 6 ]  |
| 13 gennaio   | 1989 (Taylor's Version)                 | Taylor Swift          | 6             | 64.000    | [ 7 ]  |
| 20 gennaio   | One Thing at a Time                     | Morgan Wallen         | 19            | 61.000    | [ 8 ]  |
| 27 gennaio   | American Dream                          | 21 Savage             | 2             | 133.000   | [ 9 ]  |
| 3 febbraio   | American Dream                          | 21 Savage             | 2             | 78.000    | [ 10 ] |
| 10 febbraio  | One Thing at a Time                     | Morgan Wallen         | 19            | 66.000    | [ 11 ] |
| 17 febbraio  | 35 Biggest Hits                         | Toby Keith            | 1             | 66.000    | [ 12 ] |
| 24 febbraio  | Vultures 1                              | ¥$                    | 2             | 148.000   | [ 13 ] |
| 2 marzo      | Vultures 1                              | ¥$                    | 2             | 75.000    | [ 14 ] |
| 9 marzo      | With You-th                             | Twice                 | 1             | 95.000    | [ 15 ] |
| 16 marzo     | One Thing at a Time                     | Morgan Wallen         | 19            | 68.000    | [ 16 ] |
| 23 marzo     | Eternal Sunshine                        | Ariana Grande         | 3             | 227.000   | [ 17 ] |
| 30 marzo     | Eternal Sunshine                        | Ariana Grande         | 3             | 100.500   | [ 18 ] |
| 6 aprile     | We Don't Trust You                      | Future e Metro Boomin | 1             | 251.000   | [ 19 ] |
| 13 aprile    | Cowboy Carter                           | Beyoncé               | 2             | 407.000   | [ 20 ] |
| 20 aprile    | Cowboy Carter                           | Beyoncé               | 2             | 125.500   | [ 21 ] |
| 27 aprile    | We Still Don't Trust You                | Future e Metro Boomin | 1             | 127.500   | [ 22 ] |
| 4 maggio     | The Tortured Poets Department †         | Taylor Swift          | 17            | 2.610.000 | [ 3 ]  |
| 11 maggio    | The Tortured Poets Department †         | Taylor Swift          | 17            | 439.000   | [ 23 ] |
| 18 maggio    | The Tortured Poets Department †         | Taylor Swift          | 17            | 282.000   | [ 24 ] |
| 25 maggio    | The Tortured Poets Department †         | Taylor Swift          | 17            | 260.000   | [ 25 ] |
| 1º giugno    | The Tortured Poets Department †         | Taylor Swift          | 17            | 378.000   | [ 26 ] |
| 8 giugno     | The Tortured Poets Department †         | Taylor Swift          | 17            | 175.000   | [ 27 ] |
| 15 giugno    | The Tortured Poets Department †         | Taylor Swift          | 17            | 148.000   | [ 28 ] |
| 22 giugno    | The Tortured Poets Department †         | Taylor Swift          | 17            | 127.000   | [ 29 ] |
| 29 giugno    | The Tortured Poets Department †         | Taylor Swift          | 17            | 126.000   | [ 30 ] |
| 6 luglio     | The Tortured Poets Department †         | Taylor Swift          | 17            | 115.000   | [ 31 ] |
| 13 luglio    | The Tortured Poets Department †         | Taylor Swift          | 17            | 114.000   | [ 32 ] |
| 20 luglio    | The Tortured Poets Department †         | Taylor Swift          | 17            | 163.000   | [ 2 ]  |
| 27 luglio    | The Death of Slim Shady (Coup de Grâce) | Eminem                | 1             | 281.000   | [ 33 ] |
| 3 agosto     | Ate                                     | Stray Kids            | 1             | 231.000   | [ 34 ] |
| 10 agosto    | The Tortured Poets Department †         | Taylor Swift          | 17            | 71.000    | [ 35 ] |
| 17 agosto    | The Tortured Poets Department †         | Taylor Swift          | 17            | 142.000   | [ 36 ] |
| 24 agosto    | The Tortured Poets Department †         | Taylor Swift          | 17            | 85.000    | [ 37 ] |
| 31 agosto    | F-1 Trillion                            | Post Malone           | 1             | 250.000   | [ 38 ] |
| 7 settembre  | Short n' Sweet                          | Sabrina Carpenter     | 4             | 362.000   | [ 39 ] |
| 14 settembre | Short n' Sweet                          | Sabrina Carpenter     | 4             | 159.000   | [ 40 ] |
| 21 settembre | Short n' Sweet                          | Sabrina Carpenter     | 4             | 117.000   | [ 41 ] |
| 28 settembre | Days Before Rodeo                       | Travis Scott          | 1             | 156.000   | [ 42 ] |
| 5 ottobre    | Mixtape Pluto                           | Future                | 1             | 129.000   | [ 43 ] |
| 12 ottobre   | Short n' Sweet                          | Sabrina Carpenter     | 4             | 100.000   | [ 44 ] |
| 19 ottobre   | Moon Music                              | Coldplay              | 1             | 120.000   | [ 45 ] |
| 26 ottobre   | Beautifully Broken                      | Jelly Roll            | 1             | 161.000   | [ 46 ] |
| 2 novembre   | Lifestyle                               | Yeat                  | 1             | 89.000    | [ 47 ] |
| 9 novembre   | Chromakopia                             | Tyler, the Creator    | 3             | 299.500   | [ 48 ] |
| 16 novembre  | Chromakopia                             | Tyler, the Creator    | 3             | 160.000   | [ 49 ] |
| 23 novembre  | Chromakopia                             | Tyler, the Creator    | 3             | 104.000   | [ 50 ] |
| 30 novembre  | Golden Hours: Part 2                    | Ateez                 | 1             | 179.000   | [ 51 ] |
| 7 dicembre   | GNX                                     | Kendrick Lamar        | 3             | 319.000   | [ 52 ] |
| 14 dicembre  | The Tortured Poets Department †         | Taylor Swift          | 17            | 405.000   | [ 53 ] |
| 21 dicembre  | The Tortured Poets Department †         | Taylor Swift          | 17            | 240.000   | [ 54 ] |
| 28 dicembre  | Hop                                     | Stray Kids            | 1             | 187.000   | [ 55 ] |

Note:
1. ↑  Ha raggiunto il numero uno anche nel 2023.
2. 1 2 3  Ha raggiunto il numero uno anche nel 2023.
3. ↑  Ha raggiunto il numero uno anche nel 2025.
4. ↑  Ha raggiunto il numero uno anche nel 2025.